# Digital Ash in a Digital Urn
Digital Ash in a Digital Urn är ett av två album (det andra är I'm Wide Awake, It's Morning) av det amerikanska indierock-bandet Bright Eyes som släpptes 25 januari 2005 av Saddle Creek Records. I kontrast till det nästan akustiska albumet I'm Wide Awake, It's Morning, är Digital Ash in a Digital Urn mer elektronisk.
Medan I'm Wide Awake, It's Morning klättrade till #10 på Billboard 200, blev Digital Ash in a Digital Urn som bäst #15.

## Lårlista
1. "Time Code" – 4:28
2. "Gold Mine Gutted" – 3:56
3. "Arc of Time (Time Code)" – 3:54
4. "Down in a Rabbit Hole" – 4:33
5. "Take It Easy (Love Nothing)" – 3:20
6. "Hit the Switch" – 4:47
7. "I Believe in Symmetry" – 5:24
8. "Devil in the Details" – 4:06
9. "Ship in a Bottle" – 3:27
10. "Light Pollution" – 3:16
11. "Theme to Pinata" – 3:18
12. "Easy/Lucky/Free" – 5:31

(Alla låtar skrivna av Conor Oberst)

## Medverkande
Bright Eyes
- Conor Oberst – sång, gitarr, basgitarr, piano, keyboard, sampling, baryton
- Mike Mogis – gitarr, keyboard, timpani chimes, theremin, baryton
- Nate Walcott – trumpet

Bidragande musiker
- Clark Baechle – trummor
- Karen Becker – cello
- Jason Boesel – trummor, percussion
- Donna Carnes – violin
- Digital Audio Engine – programmering
- Sabrina Duim – harpa
- Thomas Kluge – viola
- Jiha Lee – flöjt
- Clay Leverett – vokal
- Andy LeMaster – sång, gitarr, basgitarr, keyboard, programmering
- Stella Mogis – vokal
- Kim Salistean – violin
- Jimmy Tamborello – programmering
- Maria Taylor – vokal
- Nick White – keyboard
- Nick Zinner – gitarr, keyboard